# Egekilde
Egekilde er et dansk mineralvandsmærke, der blev introduceret 1. januar 2006 af Royal Unibrew. Vandet tappes fra en grundvandsboring ved Faxe på Sydsjælland.

## Historie
I midten af 2000'erne vedtog Royal Unibrew en ny strategi omkring salg af mineral- og kildevand i Danmark. I forvejen importerede og distribuerede bryggeriet det italienske mærke San Benedetto og svenske Ramlösa. Aftalen med italienerne blev opsagt, mens distributionen af Ramlösa overgik til Carlsberg Group, som allerede i 2001 havde købt mærket.
Den 1. januar 2006 introducerede Royal Unibrew deres eget kildevandsmærke, Egekilde, efter at de to andre var fjernet fra sortimentet. Den udkom i fire forskellige flaskestørrelser, uden og med kulsyre, hvor varianten med brus også kom i en udgave med citrusolie.
I 2012 blev produktionen af Egekilde CO2-neutral.

## Vandet
Bryggeriet havde ifølge en pressemeddelelse brugt det meste af 2005 til at undersøge vand i Sverige og Danmark. Valget faldt på dets egen grundvandsboring fra 1999 i skoven Gammel Dyrehave lige nordvest for Faxe på Sydsjælland. Her kunne grundvandet bruges som drikkevand, og er over 100 år om at løbe igennem grundvandsmagasinet, inden det bliver tappet. Boringen var blevet etableret 8. marts 1999 af brøndborer Thomas Brøker fra Holbæk for Faxe Bryggeri få kilometer derfra, og var også det sted hvor Egekilde skulle tappes på flaske. Royal Unibrew omtaler i markedsføringen af Egekilde boringen for "Egekilden".
Boringen havde af GEUS fået det officielle nummer 217.913. Den går 81 meter ned i jorden, og over til Dalby-Rode Vandværks boring nummer 217.789 få kilometer derfra i nordvestlig retning, ved landsbyerne Dalby og Rode.

## Varianter
Siden lanceringen i 2006 med tre varianter, er der blevet produceret udgaver med smag af tranebær, blåbær/granatæble, hindbær/rabarber, æble/kiwifrugt, lime/mynte, fersken/jasmin og pære/hyldeblomst og lime.